# Юсупов Булат Тімербейович
Юсупов Булат Тімербейович (башк. Йосопов Булат Тимербай улы; нар.. 15 вересня 1973, Уфа, Башкирська АРСР) — російський башкирський кінорежисер. Член союзу кінематографістів Росії, лауреат премії імені Салавата Юлаєва, заслужений діяч мистецтв республіки Башкортостан.

## Біографія
Булат Юсупов народився 15 вересня 1973 року в місті Уфа, Башкирської АРСР. Після закінчення середньої школи поступив на режисерський факультет ВДІКа, у майстерню Володимира Наумова. Після закінчення навчання у 1995 (За іншими даними 1996) повернувся в Уфу. З 1997 член союзу кінематографістів Росії. Працював на державній кіностудії «Башкортостан», зняв три повнометражні фільми. У 2004 вирішив стати незалежним режисером, пішовши з державної студії. Знімав серіали для телебачення. 2009 року «Громадський фонд розвитку міста Уфи» виділив Булату кошти на відкриття власної кінематографічної школи. 2010 разом з фондом організував фестиваль авторських фільмів «Кинозрение». 2014 року заснував кінокомпанію «Живая лента».

## Родина
- Батько — Тімер Юсупов, народний поет Башкортостану.

- Мати — Даміра Ахметовна, за освітою геодезист, проте працювала на телебаченні.

- Сестра Гульбазір — працівник Міністерства природокористування та екології Республіки Башкортостан.

На зйомках своєї дебютної стрічки познайомився з акторкою Рушаною Бабич. 1996 року пара одружилася. У подружжя народився син Даут.

## Фільмографія

### Режисер
- 1996 — «Скляний пасажир» (короткометражний)
- 2001 — «Веселка над селом»
- 2002 — «Сьоме літо Сюмбель»
- 2006 — «Довге-довге дитинство»
- 2006 — «Ведмідь» (міні-серіал)
- 2007 — «Дурь» (короткометражний)
- 2007 — «Таємниця Аркаїма» (міні-серіал)
- 2011 — «13 раунд»
- 2014 — «Візит» (короткометражний)
- 2016 — «Наган» (у співавторстві з Ренадом Єнікеєвим)
- 2017 — «Бабич»
- 2019 — «Перша Республіка»
- 2021 — «Щоденник поета» (у виробництві)

### Сценарист
- 1996 — «Скляний пасажир» (короткометражний, спільно з Айдаром Акмановим)
- 2001 — «Веселка над селом» (спільно з Айдаром Акмановим, Зухрою Буракаєвою, Салаватом Вахітовим)
- 2002 — «Сьоме літо Сюмбель» (спільно з Магафуром Тімербулатовим)
- 2006 — «Довге-довге дитинство» (спільно з Магафуром Тімербулатовим)
- 2014 — «Візит» (короткометражний)
- 2016 — «Наган» (у співавторстві з Ренадом Єнікеєвим)

### Продюсер
- 2014 — «Візит» (короткометражний, разом з Азаматом Хужахметовим та Леонідом Філіновим)
- 2016 — «Наган» (разом з Леонідом Філіновим)
- 2017 — «Бабич» (разом з Леонідом Філіновим)
- 2019 — «Перша Республіка» (разом з Леонідом Філіновим)

### Документальне кіно
- 1997 — «Коли зливаються дві річки»
- 2012 — «Башкирські кубаїри»

## Нагороди
- 1996 — Державна республіканська молодіжна премія в галузі літератури і мистецтва імені Шайхзади Бабича

- 2016 — заслужений діяч мистецтв Республіки Башкортостан

- 2019 — Почесна грамота Республіки Башкортостан

- 2020 — Премія імені Салавата Юлаєва[4]